# Hans-Günter Heimbrock
Hans-Günter Heimbrock (* 11. Mai 1948 in Bochum) ist ein deutscher evangelischer Theologe und emeritierter Professor für Praktische Theologie an der Johann Wolfgang Goethe-Universität Frankfurt am Main.

## Leben
Hans-Günter Heimbrock studierte nach dem Abitur in Duisburg evangelische Theologie, Pädagogik, Psychologie und Soziologie an den Universitäten Duisburg, Wuppertal und Bonn. Den praktischen Vorbereitungsdienst für das Lehramt machte 1972/1973 er an der Grundschule in Siegburg-Stallberg. 1976 promovierte er mit dem Thema Phantasie und christlicher Glaube an der Gesamthochschule Duisburg zum Dr. päd., seine Doktorväter waren Adam Weyer und Joachim Scharfenberg. 
Von 1976 bis 1982 arbeitete er als Wissenschaftlicher Assistent an der Pädagogischen Hochschule in Neuss und an der Universität zu Köln. Die Habilitation im Fach Praktische Theologie erfolgte 1980 mit dem Thema Vom Heil der Seele. Studien zum Verhältnis von Religion und Psychologie bei Baruch Spinoza.
Nach akademischer Tätigkeit in Köln, Oldenburg und Duisburg wurde Heimbrock 1990 auf den Lehrstuhl für Religionspsychologie  der theologischen Fakultät in Groningen/NL berufen. Dort lehrte er drei Jahre. Seit 1990 war Heimbrock Professor für Praktische Theologie am theologischen Fachbereich der Goethe-Universität in Frankfurt. Seit 2000 war er regelmäßig als ERASMUS-Gastprofessor an den Universitäten Oslo, Stavanger und Trondheim, Norwegen und Lund, Schweden tätig. Zum 1. Oktober 2013 wurde er in den Ruhestand versetzt.

## Mitgliedschaft in Fachgesellschaften
- Wissenschaftliche Gesellschaft für Theologie
- International Seminar on Religious Education and Values
- International Academy of Practical Theology.
- Akademie der Royal Norwegian Society of Sciences and Letters

## Veröffentlichungen (Auswahl)
- Phantasie und christlicher Glaube. Zum Dialog zwischen Theologie und Psychoanalyse. München/Mainz 1977.
- Vom Heil der Seele. Studien zum Verhältnis von Religion und Psychologie bei Baruch Spinoza. Zugleich ein Beitrag zur Vorgeschichte der modernen Religionspsychologie. Frankfurt/Bern 1981.
- Lern-Wege religiöser Erziehung. Historische, systematische und praktische Orientierung für eine Theorie religiösen Lernens. Göttingen 1984.
- Pädagogische Diakonie. Beiträge zu einem vergessenen Grenzfall. Neukirchen-Vluyn 1986.
- Nicht unser Wollen oder Laufen. Diakonisches Lernen in Schule und Gemeinde. Neukirchen-Vluyn 1990.
- Gottesdienst: Spielraum des Lebens. Sozial- und kulturwissenschaftliche Analysen zum Ritual in praktisch-theologischem Interesse. Kampen/Weinheim 1993.
- mit W.E. Failing: Gelebte Religion wahrnehmen. Lebenswelt – Alltagskultur – Religionspraxis. Stuttgart 1998.
- Spuren Gottes wahrnehmen. Phänomenologische Impulse für Predigt und Gottesdienst. Stuttgart 2003. (= Reihe Christentum heute, Bd. 5)
- Religionsunterricht im Horizont Europas. Einführung in die kontextuelle Religionsdidaktik. Stuttgart 2004.
- Livsfrågor – Religion – Livsvärld. Bidrag till kontextuell religionsdidaktik ur ett tyskt perspektiv. i översättning av Rune Larsson Lund 2005.
- Das Kreuz. Gestalt, Wirkung, Deutung. Vandenhoeck Ruprecht, Göttingen 2013